# Jeroen Dijsselbloem
Jeroen René Victor Anton Dijsselbloem (pronúncia aproximada /dêissel-blum/; Eindhoven, 29 de março de 1966) é um político neerlandês do Partido do Trabalho. É desde 13 de setembro de 2022 o Presidente da Câmara de Eindhoven.
Como membro do Partido do Trabalho (Países Baixos) foi Ministro das Finanças dos Países Baixos de 5 de novembro de 2012 a 26 de outubro de 2017 no governo presidido por Mark Rutte. Foi deputado do Parlamento dos Países Baixos entre 2000 e 2012 (com uma interrupção em 2002), concentrando-se em questões de cuidados de juventude, educação especial e professores.
Jeroen Dijsselbloem estudou economia agrícola, com foco em economia empresarial na Universidade de Wageningen (1985-1991). Terá realizado investigação na área da Economia Empresarial, no University College Cork, na República da Irlanda (1991), com o objetivo de obter um Mestrado, sem no entanto o concluir. Apesar de não ter concluído os estudos deste curso de Mestrado, entre Novembro de 2013 e Abril de 2014, o grau de Mestre constou da sua biografia oficial, até o mesmo ser desmentido por parte do University College Cork e da National University of Ireland.
De 1993 a 1996, ele trabalhou para o grupo parlamentar do Partido Trabalhista neerlandês e de 1996 a 2000, trabalhou no Ministério da Agricultura, Natureza e Pescas. De 1994 a 1997, foi membro do conselho municipal de Wageningen.
Dijsselbloem foi ainda Presidente do Eurogrupo entre janeiro de 2013 e janeiro de 2018.

## Polémicas

### Comentários sobre os países do sul da Europa
Em Março de 2017, poucos dias depois do seu partido ter sido copiosamente derrotado nas Eleições Gerais Holandesas, Dijsselbloem declarou ao jornal alemão Frankfurter Allgemeine Zeitung  "não se pode gastar o dinheiro todo em copos e mulheres e depois pedir ajuda", referindo-se aos países do sul da Europa afetados pela crise da dívida pública da Zona Euro. A 21 de Março, numa audição no Parlamento Europeu, recusou-se a pedir desculpa pelas declarações.
Estas palavras deram origem a reações de indignação por parte de vários responsáveis políticos de alto nível de vários países europeus e de diferentes famílias políticas. Gianni Pittella, líder do grupo socialista no Parlamento Europeu (ao qual o partido de Dijsselbloem pertence) disse que "não há desculpas nem razões para usar linguagem desta, especialmente para alguém que supostamente é um progressista". Também o líder da bancada do Partido Popular Europeu, Manfred Weber, criticou o holandês, referindo no twitter que "a Zona Euro é responsabilidade, solidariedade mas também respeito; não há espaço para estereótipos". O Primeiro-Ministro de Portugal, António Costa, disse que "numa Europa a sério, o senhor Dijsselbloem já estava demitido neste momento; não é possível que quem tem uma visão xenófoba, racista e sexista possa exercer funções de presidência de um organismo como o Eurogrupo". O antigo Primeiro-Ministro de Itália, Matteo Renzi, também defendeu a demissão de Dijsselbloem, dizendo que "se quer ofender Itália, devia fazê-lo num bar, e não no seu papel institucional".

### O caso do acordo fiscal
Desrespeitando uma ordem do tribunal, Dijsselbloem recusou revelar o nome da pessoa com quem o seu antecessor nas Finanças tinha feito um duvidoso acordo fiscal: um  informador anónimo ajudou a detetar evasões fiscais em troca de uma parte nos lucros. Por dar protecção a este informador e aos que fizeram o acordo com ele, Dijsselbloem viu no  mês de Novembro de 2014 serem-lhe feitas acusações penais – o que é considerado sem precedentes para um ministro holandês.